# Гаита сулиана
Гайта сулиана (исп. gaita zuliana), или просто гайта (с исп. — «волынка»), — популярный песенный жанр народной музыки штата Сулия, Венесуэла. В 2014 году он был объявлен объектом культурного и художественного наследия Венесуэлы. Исполнение гайты особенно популярно в период празднования католического Рождества и Нового года, однако в настоящее время это жанр можно услышать круглый год по всей Венесуэле. Гайта исполняется группой музыкантов и певцов (обычно мужчин) на классических музыкальных и традиционных венесуэльских инструментах: куатро, маракасах, фурро или фурруко, чарраска.
По мнению Жоана Короминаса, слово «гайта» происходит от готского «gaits» (коза), хотя надёжно определить этимологию в настоящее время трудно. Предположительно, от этого корня происходят обозначения «волынки» в некоторых европейских языках, такие как: gaita в испанском, γκάιντα в греческом или гайда в южнославянских языках, поскольку волынка изготавливалась из кожи этого животного. Тем не менее, при исполнении венесуэльской гайты волынка не используется. По всей видимости, своё название данный жанр получил от неотъемлемого для гайты традиционного музыкального инструмента фурро или фурруко, мембрана которого изготавливается из кожи козы.
Музыка гайты обычно сопровождается пением на различные тематики, от любовных, праздничных до даже политических.